# Татар (Лодзинське воєводство)
Татар (пол. Tatar) — село в Польщі, у гміні Щерцув Белхатовського повіту Лодзинського воєводства.
Населення — 121 особа (2011).

## Демографія
Демографічна структура станом на 31 березня 2011 року:
|          | Загалом | Допрацездатний вік | Працездатний вік | Постпрацездатний вік |
| -------- | ------- | ------------------ | ---------------- | -------------------- |
| Чоловіки | 54      | 9                  | 39               | 6                    |
| Жінки    | 67      | 11                 | 36               | 20                   |
| Разом    | 121     | 20                 | 75               | 26                   |